# Leonard Part 6
Leonard Part 6 is een Amerikaanse film uit 1987 met in de hoofdrol Bill Cosby.

## Ontvangst
De film ontving erg slechte recensies. De film had met marketing een budget van 33 miljoen dollar waarvan het enkel 4,5 miljoen terugkreeg. De film won drie Razzies onder andere voor slechtste film, slechtste acteur en slechtste scenario. Cosby liet zijn Razzies toen persoonlijk maken van goud en marmer en nam ze in ontvangst tijdens een talkshow.

## Rolverdeling
| Acteur          | Personage         |
| --------------- | ----------------- |
| Bill Cosby      | Leonard Parker    |
| Tom Courtenay   | Frayn             |
| Joe Don Baker   | Nick Snyderburn   |
| Moses Gunn      | Giorgio Francozzi |
| Gloria Foster   | Medusa Johnson    |
| Pat Colbert     | Allison Parker    |
| Victoria Rowell | Joan Parker       |
| John Hostetter  | Adams             |